# Miguel Lauri
Miguel Ángel Lauri (ur. 29 sierpnia 1908 w Zárate, zm. 26 września 1994 w La Placie) – argentyński piłkarz, grający podczas kariery na pozycji napastnika.

## Kariera klubowa
Miguel Lauri piłkarską karierę rozpoczął w Estudiantes La Plata w 1928. W 1935 strzelając 33 bramki był królem strzelców ligi argentyńskiej. W latach 1937–1939 występował we francuskim FC Sochaux-Montbéliard. Z Sochaux zdobył mistrzostwo Francji w 1938. W latach 1939–1941 występował w urugwajskim CA Peñarol.

## Kariera reprezentacyjna
W reprezentacji Argentyny Lauri występował w latach 1929–1935. W reprezentacji zadebiutował 20 września 1929 w przegranym 0-2 meczu w Copa Newton z Urugwajem. W 1935 Lauri uczestniczył w mistrzostwach Ameryki Południowej, na których Argentyna zajęła drugie miejsce. W turnieju w Peru wystąpił we wszystkich trzech meczach z Chile (bramka), Peru i Urugwajem.
Ostatni raz w reprezentacji wystąpił 15 sierpnia 1935 w wygranym 3-0 meczu w Copa Juan Mignaburu z Urugwajem. Ogółem w reprezentacji wystąpił w dziesięciu meczach, w których strzelił jedną bramkę.
| Mecze i gole w reprezentacji | Mecze i gole w reprezentacji | Mecze i gole w reprezentacji | Mecze i gole w reprezentacji | Mecze i gole w reprezentacji | Mecze i gole w reprezentacji | Mecze i gole w reprezentacji |
| #                            | Data                         | Miasto                       | Przeciwnik                   | Gol                          | Wynik                        | Rozgrywki                    |
| ---------------------------- | ---------------------------- | ---------------------------- | ---------------------------- | ---------------------------- | ---------------------------- | ---------------------------- |
| 1.                           | 20.09.1929                   | Montevideo                   | Urugwaj                      |                              | 1:2                          | Copa Newton                  |
| 2.                           | 28.09.1929                   | Buenos Aires                 | Urugwaj                      |                              | 0:0                          | Copa Lipton                  |
| 3.                           | 21.01.1933                   | Montevideo                   | Urugwaj                      |                              | 1:2                          | towarzyski                   |
| 4.                           | 05.02.1933                   | Avellaneda                   | Urugwaj                      |                              | 4:1                          | towarzyski                   |
| 5.                           | 14.12.1933                   | Montevideo                   | Urugwaj                      |                              | 1:0                          | towarzyski                   |
| 6.                           | 06.01.1935                   | Lima                         | Chile                        | Gol                          | 4:1                          | Copa América                 |
| 7.                           | 20.01.1935                   | Lima                         | Peru                         |                              | 4:1                          | Copa América                 |
| 8.                           | 27.01.1935                   | Lima                         | Urugwaj                      |                              | 0:3                          | Copa América                 |
| 9.                           | 18.07.1935                   | Montevideo                   | Urugwaj                      |                              | 1:1                          | Copa Hector Gomez            |
| 10.                          | 15.08.1935                   | Avellaneda                   | Urugwaj                      |                              | 3:0                          | Copa Juan Mignaburu          |

Podczas gry w Sochaux, gdzie był znany jako Michel Lauri wystąpił raz w reprezentacji Francji 23 maja 1937 w przegranym 1-2 meczu z Irlandią.